# Stenus venustus
Stenus venustus är en skalbaggsart som beskrevs av Thomas Casey. Stenus venustus ingår i släktet Stenus och familjen kortvingar. Inga underarter finns listade i Catalogue of Life.